# Chasse à l'homme (Prison Break)
Pour les articles homonymes, voir Chasse à l'homme (homonymie).
Chasse à l'homme est le vingt-troisième épisode du feuilleton télévisé Prison Break, c'est le premier épisode de la deuxième saison.

## Résumé
La deuxième saison débute le matin de l'évasion alors que Michael Scofield, Lincoln Burrows, John Abruzzi, C-Note et Sucre réussissent de justesse à échapper au capitaine Brad Bellick, avec l'aide d'un train de marchandises. Quand l'agent spécial du FBI, Alexander Mahone, est chargé de diriger les recherches des évadés à travers le pays, cela rend leur fuite encore plus difficile. Mahone organise une conférence de presse durant laquelle il incite chaque habitant à regarder les photos des évadés à la télévision pour l'aider à les retrouver. 
Au même moment, Michael, Lincoln, Abruzzi, C-Note et Sucre sont découverts par un chasseur qui les menace avec son fusil. Abruzzi réussit alors à prendre la jeune fille du chasseur en otage avec son révolver. Il oblige le père à donner son fusil et remet les clés de sa jeep à Michael. Les cinq évadés grimpent à bord et se dirigent vers un lieu de stockage où Michael a entreposé des affaires avant son incarcération à Fox River. L'agent Mahone perquisitionne l'appartement de Michael et découvre que celui-ci a tout planifié l'évasion, même si l'ingénieur a enlevé tous les preuves de planifications. Mais Mahone fait retrouver le disque dur de Michael dans le fleuve.
L'agent Mahone et Bellick utilisent les informations de la carte de crédit de Michael pour trouver un entrepôt à Oswego (Illinois) et chacun y parvient séparément sans difficulté. En réalité, il s'agit d'une ruse de Michael qui a enterré des affaires dans une tombe du nom de « R.I.P E. Chance Woods », dans le cimetière d'Oswego. Les sacs plastiques contiennent des vêtements de rechange, un peu d'argent ainsi que des faux passeports pour Michael et Lincoln. L'agent Mahone, en analysant le tatouage de Michael « Ripe Chance Woods », réussit à en comprendre le sens et arrive juste après le départ des fugitifs, sous le regard stupéfait de Michael. Munis de vêtements civils, les fugitifs peuvent se fondre dans la foule sans difficulté.
Quelque-part sur le chemin, T-Bag repère une tente isolée et menace les campeurs pour leur voler un chapeau et une glacière. Puis il trouve la clinique vétérinaire du docteur Martin Gudat et l'oblige à lui recoudre sa main sans anesthésie. 
Pendant ce temps, Sara Tancredi ayant survécu des suites de son overdose, se remet lentement à l'hôpital. Elle y interrogée par un agent du FBI qui lui révèle que sept prisonniers se sont échappés en plus de Michael. Lors de la visite de son amie infirmière, Katie, Sara la rassure en lui disant qu'elle ne lui en veut pas de l'avoir dénoncée au directeur Henry Pope. Désabusée, elle lui confie que Michael n'a jamais rien éprouvé pour elle. Après son départ, Sara trouve dans son sac une grue en origami. Il s'agit d'un message de Michael (il l'avait laissé dans son sac le jour de l'évasion lors qu'il lui avait demandé de laisser la porte de l'infirmerie ouverte) ainsi qu'un code en pointillés qui lui promet qu'il existe un plan pour tout arranger.
Veronica Donovan découvre un nouveau secret concernant Terrence Steadman. Celui-ci est retenu captif (bien que pour sa part, ce soit volontaire) à l'intérieur d'une maison. Les portes ne s'ouvrent que de l'extérieur et les fenêtres sont à l'épreuve des balles. Veronica appelle la police et leur demande de la rejoindre. Puis, elle reçoit un appel téléphonique de Lincoln, l'informe de ce qu'elle a appris et lui demande de se rendre. Alors qu'elle est toujours au téléphone avec lui, des membres du "Cartel" surviennent et la tuent immédiatement devant Terrence Steadman. Témoin impuissant du meurtre, Lincoln chancèle de douleur tandis que son frère Michael tente de le consoler tandis qu'au chalet le corps démembré de Veronica est évacué dans deux sacs de sports.
Mahone continue d'étudier les photos des tatouages de Michael et d'autres éléments de son plan d'évasion. Il affirme que toutes ces informations lui permettront de savoir où Michael et les autres se dirigent et à ce moment-là, il sera là pour les attendre. De son côté, Michael se libère des menottes ( que T-Bag lui avait attaché dans l'épisode précédent) qu'il laisse tomber au sol.

## Informations complémentaires

### Chronologie
L'action de cet épisode se déroule le lendemain de l'évasion. L'agent déclare à Mahone que les détenus se sont évadés depuis « 8:00 last night » (« 20h hier soir »). De plus, le Dr. Gudat précise à T-Bag: « I am sorry, sir. It's Saturday; we're not open. » (« Je suis désolé Monsieur, mais le samedi nous sommes fermés »). En outre, dans l'épisode Rendez-vous (2x10), Mahone dit que Scofield s'est échappé de prison une semaine plus tôt et l'action se déroule le 3 juin. D'après ce calcul, les "Huit de Fox River" se seraient donc échappés la nuit du vendredi 27 au samedi 28 mai. Dans l'épisode Panama (2x20), un post-it sur un mur dans le bureau de Mahone confirme que l'évasion a eu lieu le 27 mai mais indique que la fouille dans le cimetière a eu également lieu le même jour.

### Erreurs
- Au début, quand les évadés fuient les policiers en traversant le train qui roule, Lincoln, C-Note et Abruzzi montent les premiers puis redescendent de l'autre côté tandis que Michael et Sucre les suivent juste après. Mais sur ce deuxième plan on voit Michael monter dans le train aidé par son frère alors que ce dernier est censé être déjà descendu de l'autre côté du train.
- Le chasseur affirme que sa jeep est un Grand Cherokee de 1978. En réalité, il s'agit d'un Wagoneer. Le Grand Cherokee n'existait pas en 1978, il n'a été mis en circulation qu'à partir de l'année 1992[1].
- Lorsque les cinq fugitifs se trouvent dans la voiture et que Michael demande à Lincoln de tourner à droite, le volant ne bouge pas, Lincoln fait juste glisser ses mains dessus.
- Veronica téléphone de chez Terrence Steadman avec un portable éteint.
- Sur l'une des photos du tatouage de Michael qu'a l'agent Mahone, on peut voir l'inscription "11121147 ALLEN SCHWEITZER", or, dans l'épisode 2 de la saison 1, Michael lit son tatouage avec un miroir, les inscriptions devraient donc être à l'envers sur la photo.

### Divers
- Le titre fait référence au sujet de l'épisode mais également à l'ensemble de cette saison. La chasse à l'homme à travers l'État (qui est vite devenue à travers le pays) des "Huit de Fox River".

- Paul Adelstein (Kellerman), Lane Garrison (Tweener), Silas Weir Mitchell (Haywire) et Marshall Allman (L.J.) n'apparaissent pas dans cet épisode.

- Le rôle de Terrence Steadman a été repris dans cette saison par l'acteur américain Jeff Perry. L'ancien interprète, John Billingsley, ne pouvait pas revenir car il a été engagé dans une autre série, The Nine.

- Le nom de William Fichtner est ajouté au générique et le dernier sur lequel figure le nom de Robin Tunney. Bien que n'apparaissant que dans ce seul épisode sur cette saison, l'actrice est encore créditée en rôle principale pour garder le suspense de sa mort en fin d'épisode.

- "Chasse à l'homme" est le premier épisode du feuilleton à être tourné au Texas après que toute l'équipe a déménagé pour trouver suffisamment d'endroits nécessaires pour les prochaines intrigues[2]. La scène du cimetière et celle où les évadés se mélangent à la foule sont supposées se passer à Oswego dans l'Illinois dans cet épisode. En réalité, ces scènes ont été filmées dans la ville de McKinney au Texas. Tandis que la scène au cimetière était tournée dans le véritable cimetière de Pecan Grove, la séquence qui suit (les évadés s'enfuient dans la ville voisine) a été filmée dans le centre-ville[3].

- Les entre-scènes ne sont plus un mouvement de caméra dans un dédale de corridors de prison comme dans la première saison, mais un défilé de routes, de bois et de champs.

- Le message que laisse Michael à l'intention de Sara à l'intérieur d'une grue en origami est:

THERE'S A PLAN
TO MAKE ALL
OF THIS RIGHT
... .. .. . .. .... ... ... .. ....
.... .. .. . ... . .. .. ... .
.. ... . ... ... . .. .
(« Il y a un plan pour arranger tout ça »)
- Pour des raisons financières, l'épisode a été tourné de jour. Au début de l'épisode, il faut donc admettre que les fugitifs courent depuis plus de 10 heures avec leurs poursuivants à quelques mètres ou dizaines de mètres derrière eux...

- Contrairement à Michael Scofield, Veronica Donovan est restée persuadée qu'elle peut faire échec à la conspiration grâce à la loi et au droit et son attitude dans cet épisode n'en est que la continuation. Ainsi au téléphone, elle conseille à Lincoln de se rendre. Même le fait d'être directement confrontée au frère de la Présidente des États-Unis ne l'incite pas à la prudence. Mais Veronica sera assassinée.

- Le tatouage de Michael sur son poignet Ripe Chance Woods signifie en réalité "R.I.P" « Rest in Peace » (« Repose en Paix ») Chance Woods (prénom et nom d'un mort).

## Accueil critique
Ninemsn d'Australie donne une estimation apparemment moins favorable que prévu pour le premier épisode de la deuxième saison de Prison Break: « The second season opening of Prison Break attracted 1.2 million viewers, but that was hardly impressive for one of the network's most significant imports. » (« L'ouverture de la deuxième saison de Prison Break a attiré 1,2 million de téléspectateurs, mais c'était à peine impressionnant pour une des importations les plus importantes de la chaîne. »)
Par contre, en France cet épisode a été diffusé le 8 novembre 2006 en exclusivité à la suite du dernier épisode de la première saison. Il a été suivi par 7,5 millions de téléspectateurs soit 30,7 % de parts de marché. Selon M6, cela représente la quatrième meilleure audience depuis la création de la chaîne. Dans sa chronique, M.B. journaliste sur Commeaucinema.com écrit: « La seconde saison de Prison Break impressionne déjà par son originalité. Michael Scofield n’est plus si sûr de lui alors que les autres retrouvent rapidement leurs (bonnes) habitudes dans ce vent de liberté. Le point crucial de cette suite est l’apparition d’un personnage supplémentaire qui vient corser l’aventure, l’agent Alex Mahone, incarné par le dérangeant William Fichtner. Mais le gros choc de cet épisode est bien sûr la mort soudaine de Veronica Donovan. Une escalade de violence et d’incompréhension dans le complot qui promet des surprises et des retournements de situations qu’aucun fan n’ose imaginer ».